# Yehoud (province de Babylone)
Pour un article plus général, voir Israël antique.
~586 av. J.-C. – ~539 av. J.-C.
Entités précédentes :
- Royaume de Juda

Entités suivantes :
- Empire achéménide : 
 Yehoud Medinata

Yehoud était une province rattachée à l'Empire néo-babylonien depuis sa victoire contre le Royaume de Juda lors du siège de Jérusalem (587/586 av. J.-C.). Elle a d'abord existé en tant que division administrative juive de l'empire néo-babylonien sous Gedaliah, bien qu'elle se soit rapidement dépeuplé après son meurtre et une autre révolte infructueuse autour de -582. La province fut absorbée par l'empire des Achéménides avec l'effondrement de l'empire néo-babylonien en -539.

## Contexte
À la fin du VIIe siècle av. J.-C., Juda devint un royaume vassal de l'empire néo-babylonien ; il y eut cependant des factions rivales à la cour de Jérusalem, certaines soutenant la loyauté envers Babylone, d'autres exhortant à la rébellion. Au début du VIe siècle av. J.-C., malgré les fortes remontrances du prophète Jérémie et d’autres, le roi Sédécias se révolta contre Nabuchodonosor II et s’associa à Apriès, pharaon d'Égypte. La révolte échoua et, en -597, de nombreux Judahites, y compris le prophète Ézéchiel, furent exilés à Babylone. Quelques années plus tard, Juda se révolta encore une fois. En -587/586, Nabuchodonosor II assiégea à nouveau Jérusalem, et de nombreux Juifs cherchèrent refuge à Moab, Ammon, Édom et dans d'autres pays. La ville tomba après un siège de dix-huit mois et Nabuchodonosor II pilla et détruisit à nouveau Jérusalem et brûla le Temple de Salomon. La famille royale, le clergé, les scribes – l'élite du pays – partirent en exil à Babylone tandis qu'une grande partie de la population se réfugia dans les pays voisins. L'ancien royaume connu un fort déclin de son économie et de sa population.

## Histoire

### Ère babylonienne (587 av. J.-C. - 539 av. J.-C.)
L'ancien royaume de Juda devint province babylonienne avec comme gouverneur probablement fantoche Gedaliah, un Judahite autochtone mais non descendant du roi David. Selon Miller et Hayes, la province comprenait les villes de Béthel au nord, Mitzpah en Benjamin, Jéricho à l'est, Jérusalem, Beth-Zur à l'ouest et En-Gedi dans le Sud. Le centre administratif de la province était Mitzpah, et non Jérusalem. En apprenant la nomination, les Juifs qui s'étaient réfugiés dans les pays environnants retournèrent à Juda.
Cependant, Gedaliah fut assassiné par un membre de l'ancienne maison royale et la garnison babylonienne fut tuée, ce qui provoqua un mouvement massif de réfugiés vers l'Égypte,. Les réfugiés s'installèrent à Migdol, Taphnis, Noph, and Pathros, où Jérémie les accompagna en tant que leader moral.

### Ére perse (539 av. J.-C.- 332 av. J.-C.)
Le nombre de déportés à Babylone ou vers les pays voisins est débattu. Le Livre de Jérémie rapporte que 4 600 personnes au total ont été exilés à Babylone. Sont à ajouter les déportés par Nabuchodonosor II en -597 lors du premier siège de Jérusalem. L'archéologue Israël Finkelstein estime que le nombre de Juifs déportés à Babylone pourrait être compris entre 4000 et 8000, essentiellement issus de la noblesse et du clergé, l'essentiel de la population ayant cherché refuge en Égypte ou dans les autres pays voisins.